# Paro Lawel
Paro Lawel est un village du Cameroun situé dans la région de l'Adamaoua et le département du Faro-et-Déo. Il fait partie de la commune de Tignère.

## Population
En 1971, Paro Lawel comptait 305 habitants, principalement Foulbe.
Lors du recensement de 2005, le village comptait 1 289 personnes, 639 de sexe masculin et 650 de sexe féminin.